# Quantizzazione del flusso
La quantizzazione del flusso è una proprietà caratteristica dei materiali superconduttori ed implica che dato un anello superconduttore il flusso del campo magnetico può assumere valori interi di una quantità elementare: 
{\displaystyle \Phi _{o}=h/2e=2{,}067833636\cdot 10^{-15}{\text{ Wb}}}.

## Storia ed evidenza sperimentale

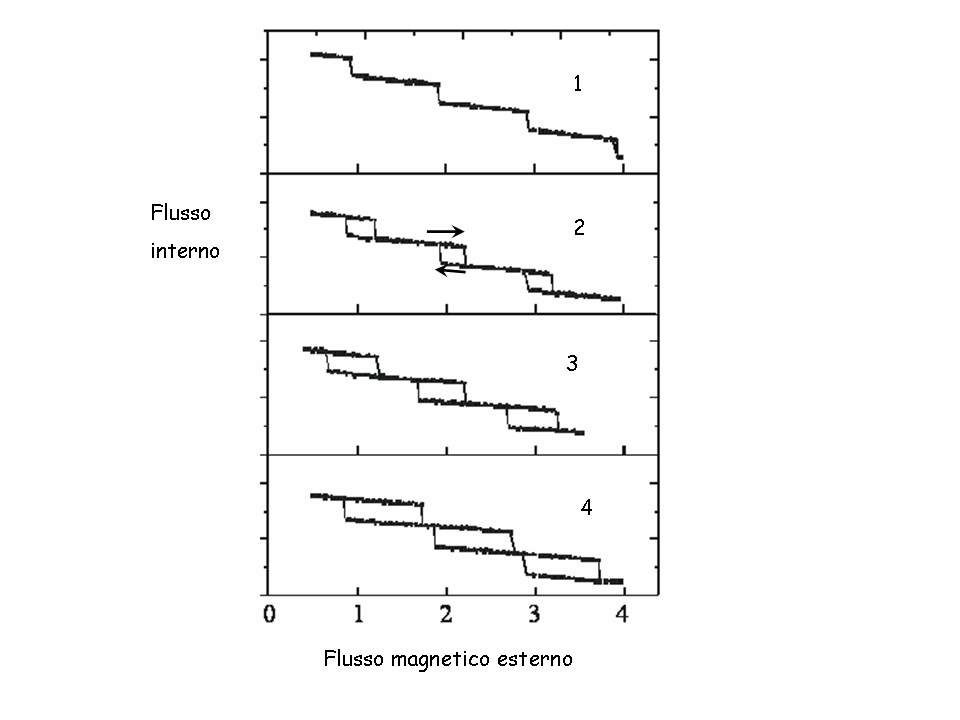
La figura mostra come viene attualmente in maniera semplice visualizzata la quantizzazione del flusso per anelli superconduttori di eguale induttanza ma diversa corrente critica casi da 1 a 4

L'effetto è stato previsto nel 1948 da Fritz London, ma con un valore due volte maggiore. Solo nel 1961 Doll e Nabauer determinarono sperimentalmente l'esistenza dell'effetto. Lo sviluppo successivo degli SQUID (magnetometro superconduttore) ha reso evidente sperimentalmente e in maniera chiara l'effetto.
Nella figura a fianco viene mostrato cosa si misura nel 2007 applicando un flusso magnetico esterno (una corrente elettrica continua su una bobina accoppiata induttivamente) su un anello superconduttore
interrotto da un elemento di limitata corrente critica {\displaystyle I_{c}} e misurando (mediante uno SQUID) il flusso interno all'anello. Se viene chiamata {\displaystyle L}, l'induttanza dell'anello, il parametro adimensionale che determina il comportamento viene definito convenzionalmente come
{\displaystyle \beta _{L}={\frac {2\pi LI_{c}}{\Phi _{o}}}}
Se tale paramento è inferiore ad 1 (caso 1 nella figura) la caratteristica è singolarmente valutata. Mentre al crescere di tale parametro (casi 2, 3 e 4) la gradinata diventa isteretica e la quantizzazione del flusso diventa più evidente in quanto per un più ampio valore di flusso esterno il flusso interno non cambia praticamente di valore. Le frecce nel caso 2 in cui {\displaystyle \beta _{L}} è di poco maggiore di 1 indicano il valore del flusso interno a seconda se il flusso in ingresso sia crescente o decrescente.
Per {\displaystyle \beta _{L}\gg 1}, caso qui non mostrato, i gradini che separano i quanti di flusso sono orizzontali.

## Spiegazione fisica
L'effetto Meissner implica che ben all'interno di un superconduttore la densità di corrente sia identicamente nulla:
{\displaystyle {\vec {J}}\equiv 0\ }
In superconduttività  le coppie di Cooper sono descrivibili mediante un parametro d'ordine complesso del tipo:
{\displaystyle \psi ={\sqrt {\rho }}e^{i\theta }}
dove {\displaystyle \rho \ }è la densità delle coppie di Cooper e {\displaystyle \theta \ }è la fase del parametro d'ordine.
Inoltre dalla meccanica quantistica l'espressione esplicita della densità di corrente, in presenza di un campo magnetico, viene espressa in funzione del potenziale magnetico {\displaystyle {\vec {A}}}:
{\displaystyle {\vec {J}}={\frac {\hbar }{m}}\left({\vec {\nabla }}\theta -{\frac {q}{\hbar }}{\vec {A}}\right)\rho \ }
dove {\displaystyle q=2e} è la carica dei portatori di carica della supercorrente. Quindi la nullità della densità di corrente implica:
{\displaystyle {\vec {\nabla }}\theta ={\frac {q}{\hbar }}{\vec {A}}}
Dato un circuito non semplicemente connesso, cioè un anello, la circuitazione di {\displaystyle {\vec {A}}} è per definizione il flusso magnetico concatenato, e la circuitazione della fase non può assumere altro che valori multipli di {\displaystyle 2\pi }. Quindi facendo la circuitazione di entrambi i termini, lungo un circuito chiuso all'interno del superconduttore, segue
{\displaystyle \Phi _{B}=n{\frac {h}{2e}}=n\Phi _{o}}